# Begonia nummulariifolia
Espèce
Begonia nummulariifolia est une espèce de plantes de la famille des Begoniaceae.
Elle a été décrite en 1853 par Jules Antoine Adolph Henri Putzeys (1809-1882).

## Répartition géographique
Cette espèce est originaire du pays suivant : Colombie.